# 石磊 (体育舞蹈运动员)
石磊（1987年12月10日—），男，中国体育舞蹈运动员。

## 簡歷
2009年，石磊與张白羽出戰香港东亚运动会體育舞蹈比賽，贏得鬥牛舞金牌及牛仔舞銀牌。
2010年11月，石磊代表中國出戰廣州亞運會，與张白羽合作參加體育舞蹈比賽的拉丁舞-恰恰恰及拉丁5项舞兩個項目，奪得兩面金牌的佳績。

## 外部連結
- 2010年亚洲运动会中国代表团 - 石磊[]